# Gaetano Gandolfi
Gaetano Gandolfi (San Matatteo della Cima, San Giovanni in Persiceto, 1734 - Bolonha, 1802) foi um pintor e gravador barroco italiano, activo principalmente na segunda metade do século XVIII.
Gaetano provinha de uma família de pintores, gravuristas e estucadores activos em Emilia, durante o século XVIII. Assim, desde cedo se envolveu no mesmo trabalho dos familiares e depressa atingiu a maturidade pictórica. As suas pinturas, tais como as do seu irmão Ubaldo, combinam a tradição barroca de Bolonha e o colorido efémero de Tiépolo, assimilado após uma jornada a Veneza.

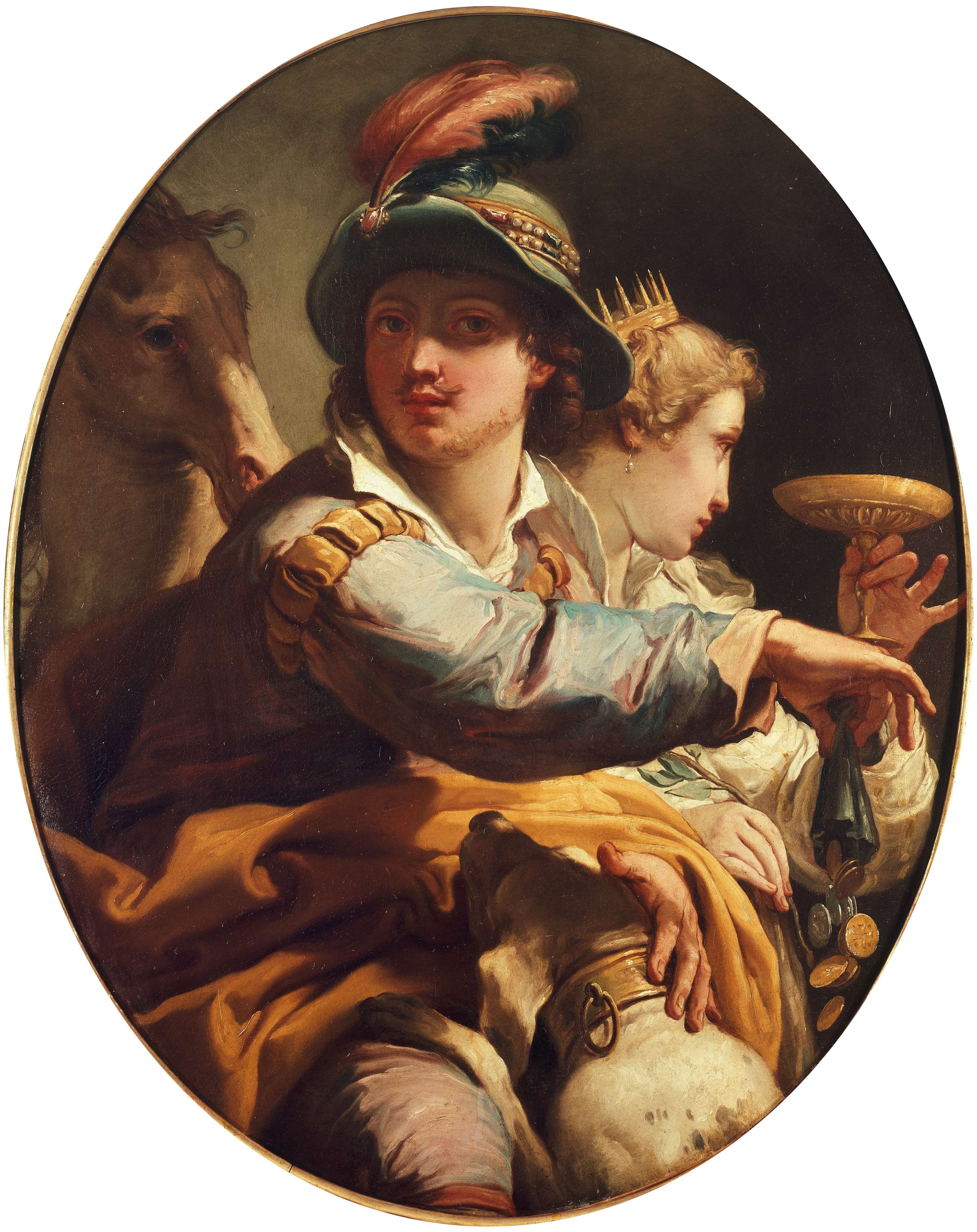
Alegoria da Riqueza,, óleo sobre tela, Kunsthalle Bremen

A sua técnica é, em parte, semelhante à de Caravaggio, já que explora os fundos obscuros, por vezes negros, e um grande foco de luz sob a figura central da composição, realçando a sua importância. No fundo a sua maturidade resultou de uma assimilação de diferentes estilos de diferentes pintores, seus antecessores, tais como Tiépolo, Caravaggio e Correggio.
Num trabalho encomendado pelo reverendo Antonio Senegoni, A adoração dos pastores, pintado entre 1768 e 1768, Gaetano resume a influência que os três grandes supra-citados mantiveram sobre si. Nesta que é uma das suas composições mais maturas, sobressai o tratamento das indumentárias, dos tecidos, da incidência da luz no peito da Virgem.
Outra das suas mais célebre pinturas é o retrato do banquete de Estér, numa cena bíblica a que se concedeu o nome Cena de um banquete clássico. Com uma rica paleta, que conjuga o magenta com o amarelo, Estér surge no centro de vários outros personagens, rodeando uma mesa.
Outros trabalhos sobressaem na obra completa de Gandolfi, que o tornaram num dos últimos génios barrocos do final do século XVIII.